# Bốn đặc tính của Hội Thánh
Bốn đặc tính của Hội Thánh trình bày bốn tính chất của Hội Thánh theo Giáo hội học Kitô giáo truyền thống, được biểu diễn trong tín biểu Nicêa của Công đồng Constantinopolis I như sau: "Tôi tin Hội Thánh duy nhất, thánh thiện, công giáo và tông truyền". Bốn đặc tính của Hội Thánh được nhiều giáo sĩ và thần học gia từ xưa tới nay cho là lời khẳng định quan trọng nhất của Kitô giáo.
Tín biểu đại kết trên được dùng trong phụng vụ của Giáo hội Công giáo Rôma (nghi lễ Latinh và nghi lễ Đông phương), Giáo hội Chính thống giáo Đông phương, Giáo hội Chính thống giáo Cổ Đông phương, Giáo hội Phương Đông Assyria, Giáo hội Luther, Phong trào Giám lý, Giáo hội Trưởng lão, Khối hiệp thông Anh giáo và các Giáo hội Calvin. Tuy nhiên nó lại được hiểu theo nhiều cách thế khác nhau tùy theo từng giáo phái, thậm chí một số giáo phái Tin Lành đã thay từ "công giáo" bằng từ "Kitô giáo".

## Các đặc tính

### Duy nhất

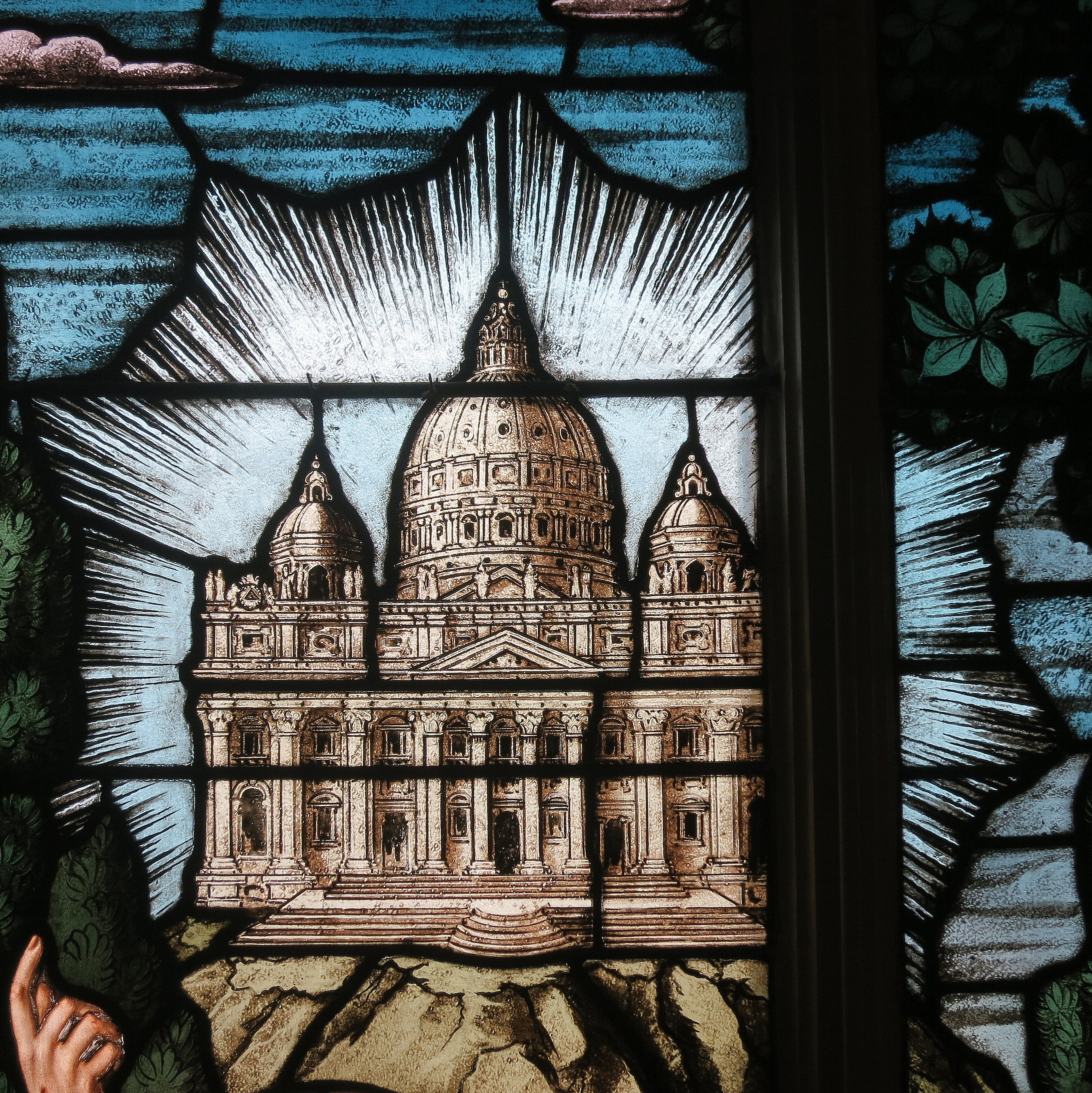
Cửa kính màu ghép miêu tả Vương cung thánh đường thánh Phêrô tại Roma theo Mátthêu 16:18: "trên tảng đá này, Thầy sẽ xây Hội Thánh của Thầy"

Đặc tính này của Hội Thánh được nhắc đến trong các thư của thánh Phaolô, theo đó ông tuyên bố rằng Hội Thánh là duy nhất và hợp nhất. Trong thư gửi tín hữu Côrintô, thánh Phaolô đã giới thiệu bản thân là người đã bách hại "Hội Thánh của Thiên Chúa" (1 Côrintô 15:9), tuy vậy ông không chỉ nhắc đến Hội Thánh Chúa Kitô tại Giêrusalem mà còn cả "Hội Thánh của Thiên Chúa ở Côrintô" (1 Côrintô 1:2). Cũng trong bức thư này, ông cũng bảo với các Kitô hữu rằng: "Vậy anh em, anh em là thân thể Đức Kitô, và mỗi người là một bộ phận." (1 Côrintô 12:27) và tuyên bố rằng: "Thật vậy, ví như thân thể người ta chỉ là một, nhưng lại có nhiều bộ phận, mà các bộ phận của thân thể tuy nhiều, nhưng vẫn là một thân thể, thì Đức Kitô cũng vậy" (1 Côrintô 12:12).
Trong thư gửi tín hữu Êphêxô, thánh Phaolô đã viết rằng: "Chỉ có một thân thể, một Thần Khí, cũng như anh em đã được kêu gọi để chia sẻ cùng một niềm hy vọng. Chỉ có một Chúa, một niềm tin, một phép rửa. Chỉ có một Thiên Chúa, Cha của mọi người, Đấng ngự trên mọi người, qua mọi người và trong mọi người." (Êphêxô 4:4–6). Theo thần học gia Francis A. Sullivan, danh sách các yếu tố chứng tỏ Hội Thánh là duy nhất và hợp nhất như trên tuy chưa phải là đầy đủ nhưng chúng khẳng định sự duy nhất của tổ chức, tức Hội Thánh, là cái mà các Kitô hữu có chung và qua đó hiệp thông với nhau.
Trong thư gửi tín hữu Galát, thánh Phaolô còn viết rằng: "Không còn chuyện phân biệt Do Thái hay Hy Lạp, nô lệ hay tự do, đàn ông hay đàn bà; nhưng tất cả anh em chỉ là một trong Đức Kitô" (Galát 3:28). Phát biểu này nói về các Kitô hữu trên phương diện cá nhân, nhưng cũng có thể là trên phương diện tổ chức, với hình thái là một hội thánh địa phương, bất luận là dân Do Thái hay dân ngoại theo đạo Kitô có chiếm đa số trong đó.

### Thánh thiện
Đặc tính "thánh thiện" cũng nhấn mạnh đến việc Hội Thánh không ngừng tìm kiếm sự thanh luyện và hoàn thiện về mặt tinh thần, vì toàn thể Kitô hữu đều được Thiên Chúa "kêu gọi làm dân thánh" (Rôma 1:7). Chúa Giêsu đã lập ra Hội Thánh của ông trên trần gian để tiếp quản sứ vụ cứu độ và thánh hóa thế gian, và người Kitô hữu chân nhận rằng sự thánh thiện của Hội Thánh bắt nguồn từ sự thánh thiện Chúa Giêsu, đấng lập ra nó. Tuy vậy, đặc tính này nên được hiểu theo nghĩa thần học: đó là sự thánh thiện của Hội Thánh bao gồm sự thánh thiện khách quan, liên quan đến các yếu tố thánh hóa (Lời Kinh Thánh, các bí tích, đức bác ái) và sự thánh thiện chủ thể, liên quan đến các cá nhân được kêu gọi trở nên thánh thiện; trong đó sự thánh thiện khách quan luôn tồn tại và độc lập với sự khiếm khuyết của các cá nhân thuộc Hội Thánh, và vì các phần tử của Hội Thánh còn có khiếm khuyết nên Hội Thánh luôn nhắc nhở họ phải canh tân đời sống cách liên tục và khiêm tốn nhìn nhận con người mình.